# Consorti dei sovrani hawaiani
La consorte di un sovrano hawaiano, o consorte reale, è la sposa del sovrano. Il Regno delle Hawaii fu fondato da Kamehameha I (noto come Kamehameha il Grande) nel 1795 dopo la conquista delle isole maggiori nell'arcipelago hawaiani. La sua dinastia durò fino a che Liliuokalani fu deposta da una rivoluzione pro-Stati Uniti d'America nel 1893. Kamehameha I ebbe numerose mogli, forse oltre 21, ma Kaʻahumanu fu la sua moglie preferita.

## Elenco delle consorti reali hawaiane
Mogli di rilievo di Kamehameha I non menzionate in questo elenco furono la Regina Keōpūolani, sua moglie di più alto rango; la Regina Kalakua Kaheiheimālie, sorella di Kaʻahumanu, e molte altre. Suo figlio Kamehameha II ebbe cinque mogli: la Regina Kamāmalu, la Regina Kekāuluohi, la Regina Pauahi, la Regina Kīnaʻu, e la Regina Kekauōnohi. Kamehameha III fu il primo Re delle Hawaii a non praticare la poligamia. La Regina Emma Naʻea fu la prima e unica regina consorte hapa haole (un'etnia dei nativi hawaiani). John Owen Dominis, un purosangue americano, fu l'unico principe consorte delle Hawaii in virtù del suo matrimonio con Liliuokalani. Ogni consorte, eccetto Kamāmalu e Dominis, sopravvisse al coniuge e molte regine consorti erano parenti strette (da sorelle a lontane cugine), tranne Kalama.

### Dinastia Kamehameha
| Ritratto | Nome                                   | nascita        | Morte             | Consorte di    |
| -------- | -------------------------------------- | -------------- | ----------------- | -------------- |
|          | Regina Elizabeth Kaʻahumanu            | 1768           | 5 giugno 1832     | Kamehameha I   |
|          | Regina Victoria Kamāmalu               | c. 1802        | 8 luglio 1824     | Kamehameha II  |
|          | Regina Kalama Hakaleleponi Kapakuhaili | c. 1817        | 30 settembre 1870 | Kamehameha III |
|          | Regina Emma Naʻea Rooke                | 2 gennaio 1836 | 25 aprile 1885    | Kamehameha IV  |

### Dinastia Kalākaua
| Ritratto | Nome                                | Nascita          | Morte           | Consorte di  |
| -------- | ----------------------------------- | ---------------- | --------------- | ------------ |
|          | Regina Kapiolani                    | 31 dicembre 1834 | 24 giugno 1899  | Kalākaua     |
|          | Principe Consorte John Owen Dominis | March 10, 1832   | August 27, 1891 | Liliuokalani |